# 新華区 (天津市)
新華区（しんか-く）は中華人民共和国天津市にかつて存在した区。

## 歴史
1945年（民国34年）に設置された天津市五区を前身とする。1956年、新華区と改称された。1958年に廃止され、管轄区域は和平区に統合されている。

## 行政区画
| 前の行政区画 天津市五区 | 天津市の歴史的地名 1956年 - 1958年 | 次の行政区画 和平区 |